# Habib Zannad
Habib Zannad (arabe : الحبيب الزنّاد), de son nom complet Mohamed Habib Zannad (محمد الحبيب الزنّاد), né en 1946 à Monastir, est un poète tunisien.

## Biographie
Il a commencé à écrire dans les années 1960 et a également poursuivi son activité dans les années 1980. Il est notamment influencé par Abou el Kacem Chebbi dans l'utilisation d'une langue nouvelle libérée de la métrique poétique arabe et du vers libre. Certains de ses poèmes rappellent aussi la poésie de Jacques Prévert.
Il fonde dans les années 1970 un mouvement littéraire, Fi ghayr al-amoudi wal-hurr (Poésie autre que métrique et libre) avec Tahar Hammami, et Fadhila Chebbi. Son premier recueil, El Mejzoum bi lam, traduit en français sous le titre Sur le mode négatif, paraît en 1970. Rached Hamzaoui et Hammadi Sammoud l'accueillent favorablement ; Taoufik Baccar considère quant à lui que « c'est une importante étape dans la poésie tunisienne ». Mais il a aussi été beaucoup critiqué par certains puristes de la langue arabe.
S'il fait paraître un deuxième recueil en 1988, L'Alchimie des couleurs, après une longue période sans publication, il n'a plus publié depuis. Le poète l'explique ainsi : « Fonder une famille est une responsabilité grave. S'en occuper pour satisfaire les besoins de tous ses membres est une tâche prenante, qui entame la disponibilité d'esprit nécessaire à l'écriture. Je ne pouvais pas vivre pleinement l'instant poétique ». Il explique également qu'il compte se remettre à l'écriture : « Je n'ai pas désespéré de la poésie. Je réserve au public des surprises sur les plans du fond et de la forme ».
Il vit aujourd'hui à Monastir où il est directeur d'un établissement de l'enseignement secondaire.